# Tessala El Merdja
Tessala El Merdja (em árabe: تسالة المرجى) é uma cidade e comuna localizada na província de Argel, no norte da Argélia. Sua população era de 15 847 habitantes, em 2008.